# Aurach (Fischbachau)
Aurach ([ˈaʊ̯ʁax] ) ist mit Hammer und Hagnberg einer der drei südlichsten Gemeindeteile der Gemeinde Fischbachau im Landkreis Miesbach in Bayern.

## Geschichte
Bis zu seinem Tod 1960 lebte in Aurach der Inhaber des Lehrstuhls für Zeitungswissenschaften an der Universität München Karl d’Ester.
Am 13. Mai 1987 soll in Aurach eine Marienerscheinung zu beobachten gewesen sein.

## Bauwerke in Aurach
In Aurach befinden sich vier denkmalgeschützte Gebäude und ein Bildstock. Das Gebäude des Gasthofs Mairhofer wurde Ende des 18. oder Anfang des 19. Jahrhunderts erbaut. In der Nähe des Gasthofs steht eine Kapelle aus der ersten Hälfte des 18. Jahrhunderts mit einem Dachreiter. Ihre Ausstattung steht ebenfalls unter Schutz. Der Wölflhof ist eine stattliche Einfirstanlage mit barocken Malereien aus dem Jahre 1735. Ein 1933 nach der Art der oberbayerischen Bauernhäuser errichtetes Wohnhaus wurde 1935 mit einer Werkstatt erweitert. Der Bildstock, eine Tuffsäule mit Laterne, stammt aus der zweiten Hälfte des 17. Jahrhunderts.

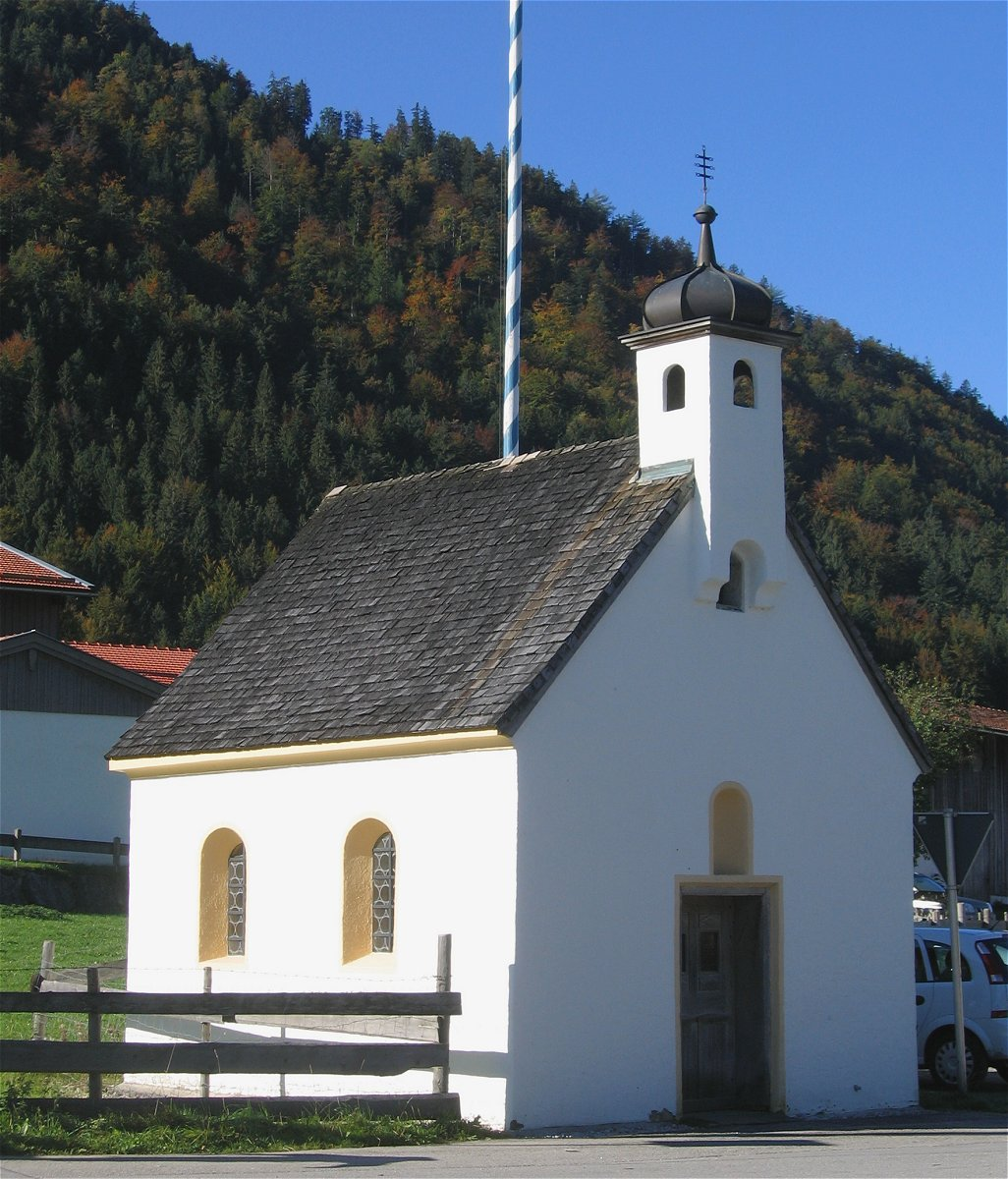
Kapelle
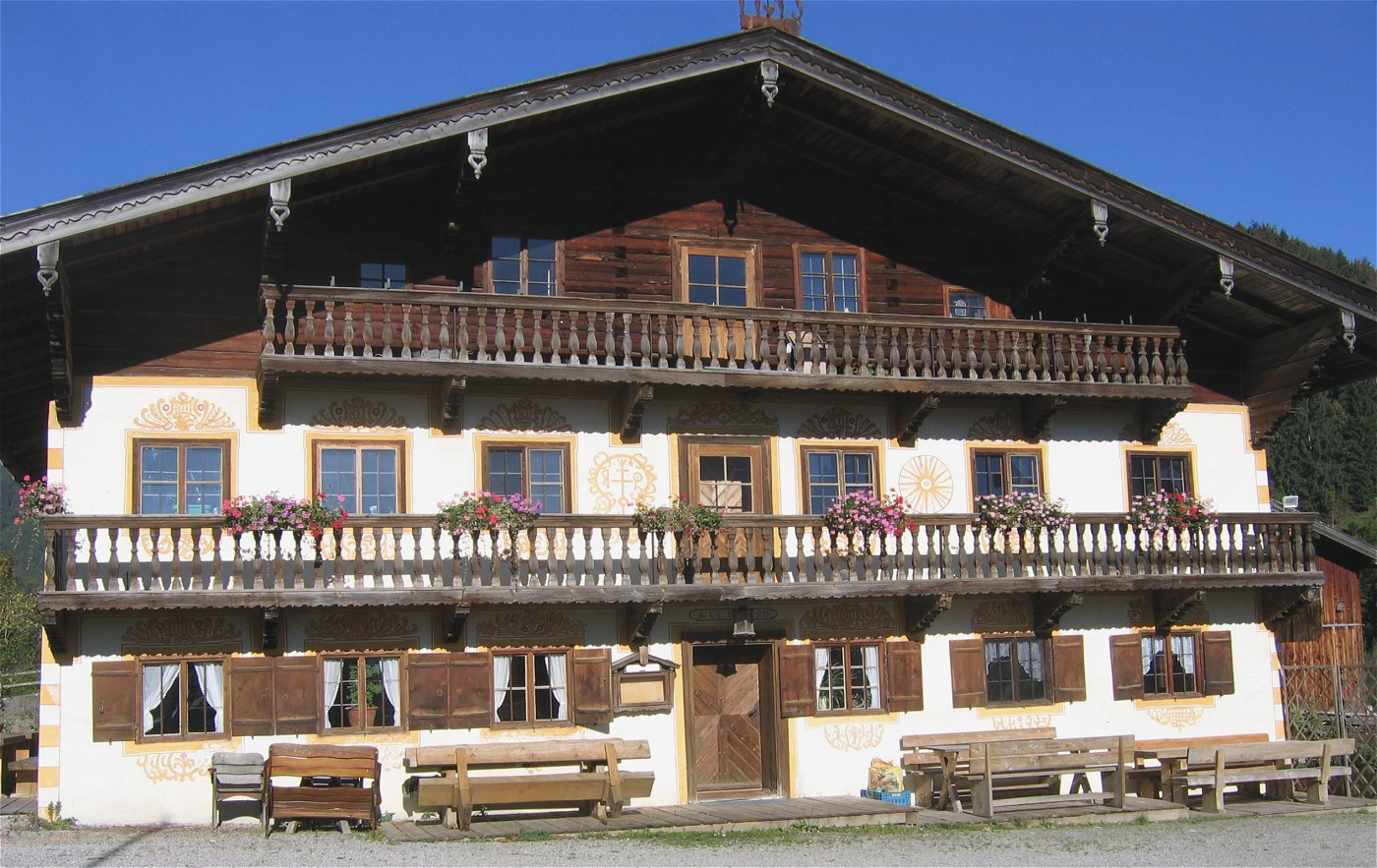
Wölflhof